# Expérience Saskatoon
Saskatoon était une expérience destinée à la mesure de l'anisotropie (dépendance en direction) du fond diffus micro-onde à des échelles angulaires comprises entre 60 et 360 degrés. Elle était nommée d'après la ville de Saskatoon, dans la province canadienne de la Saskatchewan, où l'expérience a eu lieu pendant les hivers de 1993 à 1995. Ce fut la première expérience à fournir des mesures de détection des fluctuations aux échelles angulaires du degré.